# WTI (ropa)
WTI ropa (West Texas Intermediate) je známá též pod pojmem americká lehká ropa. Lehká, protože má relativně nízkou hustotu, a sladká, protože obsahuje menší množství síry, než konkurenční ropa Brent. WTI ropa obsahuje pouze 0,24 % síry, Brent ropa má 0,37 % síry. Tento typ ropy je hlavní komoditou, která je obchodována na chicagské komoditní burze (Chicago Mercantile Exchange) prostřednictvím futures kontraktů. Další důležitou značkou je Dubajská a Omanská ropa.